# Josephus Drehmanns
Josephus Hubertus Drehmanns (Roermond, 16 april 1843 - aldaar, 5 augustus 1913) was de zeventiende bisschop van het bisdom Roermond (1900-1913) en de derde bisschop na het herstel van de bisschoppelijke hiërarchie. Zijn wapenspreuk was: Cum Christo laboro (ik arbeid met Christus). 

## Kerkelijke loopbaan
Joseph Drehmanns werd in Roermond priester gewijd op 17 maart 1866. Hij was docent aan het bisschoppelijk college te Weert, totdat hij in 1887 als docent benoemd werd aan het grootseminarie van het bisdom. In 1899 werd hij kanunnik van het kathedraalkapittel. Paus Leo XIII benoemde hem op 12 juni 1899 tot coadjutor met recht van opvolging en titulair bisschop van Phacusa. Zijn bisschopswijding had plaats in Roermond op 27 juli 1899, Na het overlijden van zijn voorganger, Franciscus Boermans, werd hij als bisschop van Roermond geïntroniseerd op 5 februari 1900. Een van zijn eerste taken als bisschop was de consecratie van de nieuwe neogotische abdijkerk in Merkelbeek op 29 mei 1900.
- Biografisch Portaal: 50678545
- Gemeinsame Normdatei: 137374348
- International Standard Name Identifier: 0000 0000 5720 8225
- Nederlandse Thesaurus van Auteursnamen: 070622043
- Virtual International Authority File: 81573705
- WorldCat: E39PBJkD8Pdvx6379yvk86MkjC